# Andreas Bube
Andreas Bube, né le 13 juillet 1987 à Gladsaxe, est un athlète danois, spécialiste du 800 mètres.

## Biographie
Andreas Bube remporte la médaille d'argent du 800 m à l'occasion des Championnats d'Europe d'Helsinki, terminant derrière le Russe Yuriy Borzakovskiy et devant le Français Pierre-Ambroise Bosse dans le temps de 1 min 48 s 69.

## Palmarès
| Date | Compétition                       | Lieu         | Résultat | Temps         |
| ---- | --------------------------------- | ------------ | -------- | ------------- |
| 2012 | Championnats d'Europe             | Helsinki     | 2e       | 1 min 48 s 69 |
| 2014 | Championnats d'Europe             | Zurich       | 4e       | 1 min 45 s 21 |
| 2015 | Championnats d'Europe par équipes | Stara Zagora | 1er      | 1 min 50 s 38 |
| 2017 | Championnats d'Europe en salle    | Belgrade     | 2e       | 1 min 49 s 32 |
| 2017 | Championnats d'Europe par équipes | Vaasa        | 2e       | 1 min 49 s 14 |
| 2018 | Championnats d'Europe             | Berlin       | 6e       | 1 min 45 s 92 |
| 2019 | Championnats d'Europe en salle    | Glasgow      | 5e       | 1 min 47 s 67 |
| 2019 | Championnats d'Europe par équipes | Varazdin     | 1er      | 1 min 48 s 59 |

## Records
| Épreuve | Épreuve   | Temps         | Lieu      | Date            |
| ------- | --------- | ------------- | --------- | --------------- |
| 800 m   | Plein air | 1 min 44 s 89 | Monaco    | 20 juillet 2012 |
| 800 m   | En salle  | 1 min 47 s 19 | Karlsruhe | 4 février 2017  |